# Настольный компьютер

Персональный настольный компьютер (стилизованная иллюстрация). Видны монитор, системный блок, клавиатура и мышь, а также часть соединительных проводов

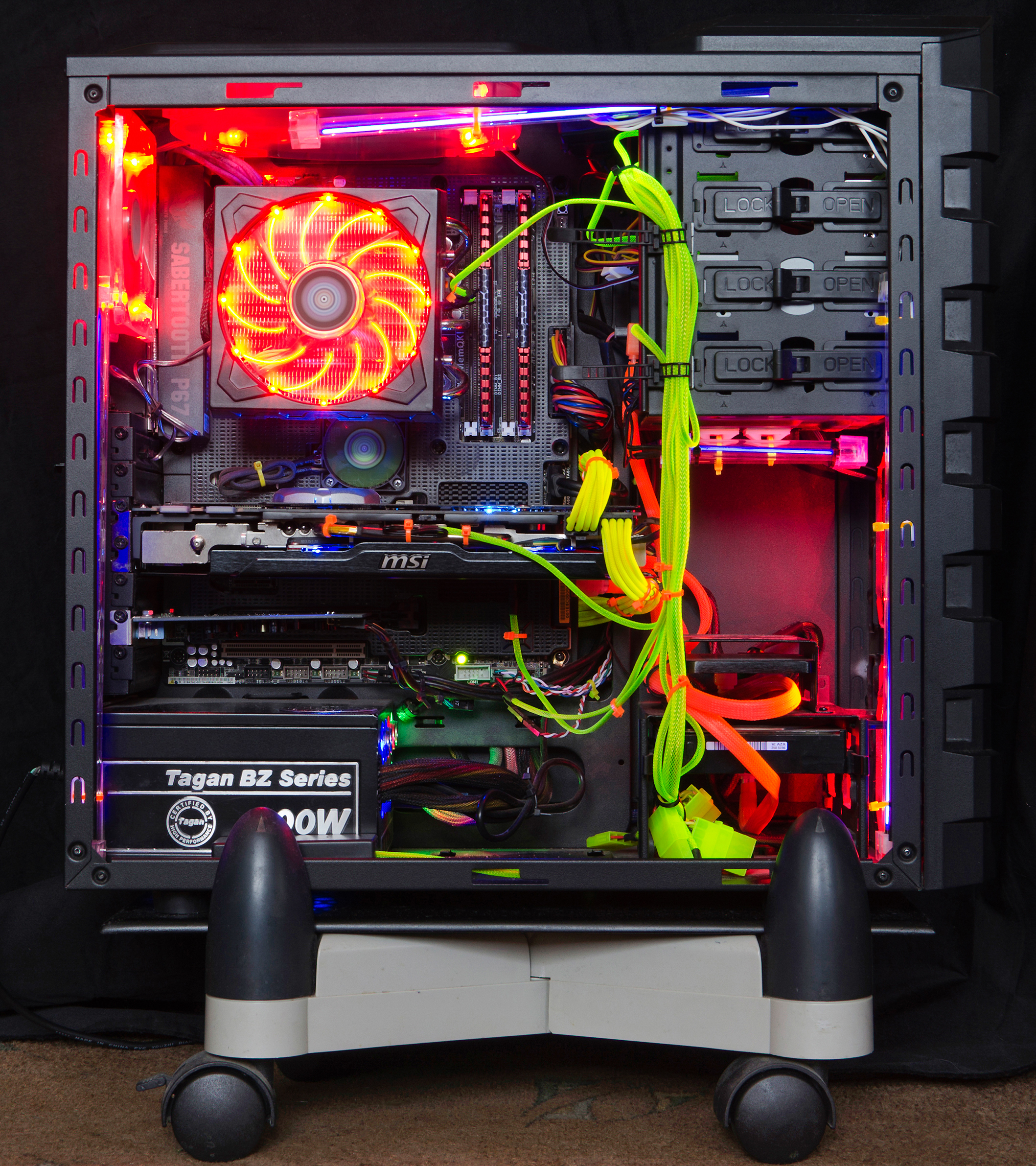
Открытый системный блок настольного игрового компьютера

Насто́льный (стациона́рный) компью́тер, дескто́п (англ. desktop computer) — стационарный, персональный компьютер, предназначенный для работы в офисе и дома. Термин обычно используется для того, чтобы обозначить тип компьютера. Всего их 4: портативный компьютер (ноутбук и др.), карманный компьютер, встроенный компьютер или сервер. Как правило, настольный компьютер состоит из монитора, системного блока, мыши, клавиатуры и звуковой гарнитуры (колонки, наушники и др.), распространена и моноблочная конструкция, когда материнская плата с процессором и системой охлаждения, видеокартой, ОЗУ, жёстким диском или SSD, сетевой адаптер находятся в одном корпусе с дисплеем (монитором) и аудиосистемой - такая система занимает меньше места, но имеет ограничения по производительности из-за ограничения по тепловыделению компонентов - система охлаждения моноблока компактная, похожа на таковую у ноутбука. Из-за своих габаритов постоянно находится на одном рабочем месте, именно поэтому его ещё называют стационарным. При добавлении определённых периферийных устройств может превратиться в рабочую станцию.

## История
До широкого распространения микропроцессоров такой тип компьютера, который мог поместиться на столе, считался удивительно редким; чаще всего использовались компьютеры типа "мини-компьютер", которые по размерам были похожи на стол. Более ранние компьютеры, как и более производительные, занимали пространство размером с целую комнату.
Самый первый десктопный компьютер был продан во второй половине 1960-х годов, начиная с итальянского Programma 101 (1965), компьютера размером с пишущую машинку. Модели десктопных компьютеров были введены в 1971 году, что привело к созданию моделей компьютеров, программируемых в BASIC (1972).

## Развитие
На протяжении 1980-х и 1990-х годов настольные компьютеры стали преобладающим типом, наиболее популярными из которых были IBM PC и его клоны. Затем первенство на рынке перехватил Apple Macintosh. В середине 1980-х некоторым успехом пользовался Commodore Amiga, но популярность этих компьютеров снизилась в начале 1990-х.
Многие настольные компьютеры той эпохи интегрировали несколько компонентов в едином корпусе (All-in-one). Часто объединялись дисплей и материнская плата компьютера, иногда в едином корпусе с ними исполнялась и клавиатура. Объединение компонентов уменьшало количество проводов и площадь, занимаемую устройством.
В течение 1990-х годов All-in-one (моноблоки) постепенно стали менее распространёнными, на смену им стали приходить компьютеры с раздельным системным блоком и монитором. Системный блок теперь может располагаться на полу, под столом или рядом с ним, тем самым освобождая пространство на рабочем месте для мониторов, которые становятся популярнее с каждым годом. Моноблоки как особенно компактный форм-фактор остаются популярными для корпоративных вычислительных сред и киосков.
Популярные игры, такие как Doom и Quake в течение 1990-х годов толкали геймеров на приобретения последних процессоров и видеокарт (3dfx, ATI, и Nvidia для настольных компьютеров) (обычно для компьютеров с системными блоками) для запуска этих видеоигр, хотя темпы приобретения новых комплектующих замедлились с конца 2000-х годов в связи с растущей популярностью комплектующих Intel с интегрированной графикой. Это заставило разработчиков игр прибегнуть к урезанию системных требований к видеоиграм.

## Снижение популярности
В то время как настольные компьютеры уже давно являются наиболее распространённым форм-фактором для ПК, в середине 2000-х годов рост смещается от настольных компьютеров до ноутбуков. Примечательно, что в то время настольные ПК производились в основном в Соединённых Штатах, ноутбуки же (такие, например, как Foxconn) уже давно производятся на основе контрактных производителей в Азии. Этот сдвиг привёл к закрытию многих сборочных заводов в США к 2010 году. Ещё одна тенденция в это время отмечается в росте доли недорогой базовой конфигурации настольных компьютеров, что ударило по производителям ПК, таким как Dell, чья сборка настольных ПК полагались на апсейл дополнительных функций для покупателей. Ноутбуки становятся все более популярными, как для бизнеса, так и для персонального использования. 109 млн ноутбуков поставляются по всему миру в 2007 году, что на 33 % больше по сравнению с 2006 годом. В 2008 году было подсчитано, что 145,9 млн ноутбуков было продано, и что число продаж будет расти в 2009 году до 177,7 млн.. В третьем квартале 2008 года впервые было отмечено превышение мировых поставок настольных ПК по отношению к ноутбукам (38,6 млн единиц против 38,5 млн единиц). Десятилетия развития индустрии означает, что у большинства людей уже есть настольные компьютеры, отвечающие их потребностям и нет необходимости покупать новый только для того, чтобы идти в ногу с развитием технологий. Примечателен последовательный выпуск новых версий Windows (Windows 95, 98, XP, Vista, 7, 8 и так далее), но эта тенденция замедляется в 2000-х годах из-за плохого приёма Windows Vista после Windows XP. В последнее время некоторые аналитики полагают, что выпуск Windows 8 больно ударил по продажам ПК в 2012 году, так как предприятия решили остаться на Windows 7, а не обновляться. Некоторые аналитики предположили, что Microsoft признала «однозначный похоронный звон по настольным ПК» тем, что в Windows 8 было предложено немного обновлений в функциональности настольных ПК по сравнению с Windows 7; вместо этого, инновации Windows 8 в основном связаны с мобильными устройствами. Некоторые аналитики говорят о начале пост-ПК эры, видя снижение продаж настольных ПК и ноутбуков. Снижение было обусловлено повышением мощности и применением альтернативных вычислительных устройств, а именно смартфонов и планшетных компьютеров. Хотя большинство людей использует исключительно смартфоны и планшеты для своих основных задач, таких как социальные медиа и казуальные игры, эти устройства во многих случаях могут заменить второй или третий ПК в домашних условиях, чтобы выполнять эти задачи, хотя большинство семей по-прежнему сохраняют мощный компьютер для серьёзной работы. Среди форм-факторов ПК, настольные ПК остаются основным на корпоративном рынке, но теряют популярность среди покупателей жилья. Производители ПК и электроники розничной торговли отреагировали путём инвестирования в инженерные и маркетинговые ресурсы продаж ноутбуков (изначально инвестиции были направлены на производство нетбуков в конце 2000-х годов, а затем на повышение производительности ультрабуков с 2011 года); некоторые производители считают, что есть большие возможности для оживления рынка ПК, за исключением настольных компьютеров.

## Всё в одном (All-in-one, AIO)
Моноблоки или монипьютеры (All-in-one, AIO, с англ. — «Всё в одном») были популярны в начале 1980-х среди компьютеров, предназначенных для профессионального использования (Kaypro II, Osborne 1, TRS-80 Model II, Compaq Portable). Многие производители домашних компьютеров, такие как Commodore и Atari включали материнскую плату компьютера в одном корпусе с клавиатурой; эти системы чаще всего подключались к телевизору. Apple выпустила несколько популярных примеров компьютеров All-in-one, такие как оригинальный Macintosh в середине 1980-х годов и iMac в конце 1990-х и 2000-х годов. К началу 2000-х годов многие проекты All-in-one были с плоскими дисплеями, и в конце 2012 года некоторые модели All-in-one также стали оснащаться сенсорными экранами для возможности полноценной работы в Windows 8.
Некоторые настольные компьютеры, такие как iMac G4, использовали компоненты ноутбука для того, чтобы уменьшить размер корпуса системы. Также как и ноутбуки, некоторые настольные компьютеры характеризуются тем, что к их компонентам довольно трудно добраться (также как и в случае с ноутбуками). Тем не менее, новые модели компьютеров изменили свой подход к этому вопросу. Многие из нынешних производителей используют стандартные Off-The-Shelf-компоненты и проектируют свои компьютеры так, чтобы их было удобно ремонтировать.

## Сравнение с ноутбуками
Настольные компьютеры имеют преимущество над ноутбуками, а запасные части и расширения, как правило, бывают более стандартизированными, что привело к снижению цен и большей доступности. Например, размер и установка материнской платы стандартизирован в ATX, MicroATX, BTX и в других форм-факторах. Настольные компьютеры имеют несколько стандартных карт расширения, таких как обычные PCI или PCI Express, а в ноутбуках только, как правило, один слот Mini-PCI и один слот PC Card (или слот ExpressCard, на данный момент оба этих стандарта устарели). Процедуры монтажа и демонтажа рабочих столов, как правило, просты и стандартизированы. Добавления или замены некоторых частей, таких как оптический привод, жёсткий диск, видеокарта, или добавление дополнительных модулей памяти, часто довольно просты, и не требуют специальных инструментов и высокой квалификации. Это означает, что настольный компьютер может быть настроен и обновлён в большей степени, чем ноутбук. Эта возможность делает настольные компьютеры популярными среди геймеров и энтузиастов. Ещё одним преимуществом является то, что десктоп не требует отдельного (выносного) блока питания, как портативные компьютеры, потому что он подключается к розетке. Настольные компьютеры также обеспечивают больше места для вентиляторов охлаждения и вентиляционных отверстий для отвода тепла, что позволяет энтузиастам «разгонять» свои компьютеры с меньшим риском. Двумя крупными производителями микропроцессоров Intel и AMD были разработаны специальные процессоры для мобильных компьютеров (ноутбуков), которые потребляют меньше энергии и выделяют меньшее количество тепла, но имеют более низкий уровень производительности. Портативные компьютеры, наоборот, предлагают портативность, что настольные ПК (в том числе малого форм-фактора и настольные All-in-one компьютеры) не могут обеспечить из-за своего большого размера и дизайна. All-in-one-дизайн ноутбука обеспечивает клавиатуру и устройства (например, трекпад) для своих пользователей, и может опираться на мощности, подаваемые от аккумулятора. В ноутбуки также широко интегрированы беспроводные технологии, такие как WiFi, Bluetooth и 3G, предлагая своим пользователям более широкий спектр возможностей для подключения к Интернету, хотя эта тенденция меняется, поскольку во всё большее ко-во настольных компьютеров включают одни или более из этих технологий. Настольный компьютер нуждается в ИБП для бесперебойной работы или хотя бы безопасного завершения работы при внезапном отключении питания. Использование производительных настольных ПК требует больших и дорогих ИБП. Ноутбук с достаточно заряженной батареей может продолжать использоваться в течение нескольких часов в случае отключения от источника электроэнергии и не зависит от перебоев электропитания.